# المناظرة بين المجرفة والمحراث
المناظرة بين المجرفة والمحراث (CSL 5.3.1) هي عمل أدبي سومري وواحدة من الأعمال الستة الباقية التي تنتمي إلى نوع قصيدة المناظرة في هذا الأدب. وقد كُتب على ألواح طينية ويرجع تاريخه إلى سلالة أور الثالثة (حوالي منتصف الألفية الثالثة قبل الميلاد) ويبلغ طوله 196 سطرًا. تمت إعادة بناء النص بواسطة م. كيفل في الستينيات. البطلان، كما هو الحال في قصائد المناظرة الأخرى، هما شيئان غير قابلين للفصل: في هذه الحالة، قطعتان من المعدات الزراعية، المجرفة والمحراث. النقاش يدور حول أي أداة هي الأفضل؟
تُعد قصيدة "المِجرفة والمِحراث " (إلى جانب قصيدة "الأغنام والحبوب") من أفضل القصائد الجدلية التي تم توثيقها نظرًا لتأكيدها من حوالي 60 مخطوطة، ويرجع ذلك على الأرجح إلى مكانتها الأساسية كجزء من المنهج الكتابي السومري القديم وخاصة في مدينة نفر حيث تم تحديد أصل الغالبية العظمى من المخطوطات. تم توفير قائمة محدثة لمخطوطات النص بواسطة أتنجر 2015.
هذه المناظرة هي أيضًا الوحيدة من المناظرات السومرية الستة التي تفتقر إلى علم الكون في مقدمتها. بدلاً من علم نشأة الكون، يوجد ترنيمة أو سلسلة من الألقاب الموجهة إلى المجرفة (مثل "طفل رجل فقير") تغطي الأسطر الخمسة الأولى. يبدأ الخلاف نفسه عندما تعلن المجرفة "أريد أن أتجادل مع بلاو!" ويغطي الخلاف الأسطر من 9 إلى 187. ويتحدث هو في السطور 9-19، 67-187 ويتحدث المحراث في السطور 21-66. ومن بين الحجج التي يستشهد بها هو قدرته على صنع الطوب وإصلاح الجدران وما إلى ذلك؛ ويستشهد المحراث بفائدته الزراعية في مهام مثل البذار. تبدأ عملية التحكيم عندما يظهر الإله إنليل بشكل تلقائي ليصدر حكمًا بشأن النتيجة - وهو ما يختلف عن قصائد المناقشة الأخرى حيث يتم طلب المحكم، وهو ملك أو إله، بشكل محدد من قبل أحد المتنافسين أو كليهما. يطلب إنليل من المجرفة أن تهدأ وتتوقف عن إهاناتها للمحراث. وتختتم القصيدة بتسبيح حيث تم الحكم بأن المجرفة هي الفائزة. يتوافق هذا مع النمط الطبيعي لقصائد المناظرة حيث يتبين أن الشخصية الأولى التي يتم اختيارها للمناظرة هي الفائزة أيضًا. ومن الشائع أيضًا أن يفوز المتحدث الذي لديه أطول الحجج، كما هي الحال هنا - في الواقع - إحدى الإهانات التي وجهتها المجرفة إلى المحراث هي أن المجرفة مجهزة للاستخدام على مدار العام، في حين أن المحراث لا يُستخدم إلا لثلث العام؛ وكانعكاس لهذا، فإن خطب المحراث لا تزيد عن ثلث طول خطب المجرفة في مجمل المناظرة.
تساعد قصيدة "المجرفة والمحراث"، إلى جانب قصائد المناظرة السومرية الأخرى، على توضيح استمرارية هذا النوع عندما بدأت قصائد المناظرة في الظهور باللغة الأكدية. على سبيل المثال، تحتوي كلمة المجرفة والمحراث على استمرارية لغوية ملحوظة مع كلمة النخيل والمعترش الأكدية، والتي تم إثباتها في المخطوطات بعد ألفي عام (القرن الثالث قبل الميلاد).
استخدم ميغيل سيفيل المجرفة والمحراث جنبًا إلى جنب مع تعليمات المزارع السومري لإنتاج إعادة بناء بصرية لمحراث البذور السومري، مما يدل على تعقيد الأداة.